# Teorema lui Clausius
În termodinamică teorema lui Clausius (1855), cunoscută și sub numele de inegalitatea lui Clausius, afirmă că pentru un sistem termodinamic (de exemplu un motor termic sau o  pompă de căldură) schimbând câldura cu mediul înconjurător, considerat sursă, și parcurge un ciclu termodinamic, este valabilă următoarea inegalitate:
{\displaystyle -\oint dS=\oint {\frac {\delta Q}{T}}\leq 0}
unde {\displaystyle \oint dS} este modificarea totală a entropiei în mediul înconjurător, {\displaystyle \delta Q} este o cantitate infinitezimală de căldură care este preluată din sursă și absorbită de sistem ({\displaystyle \delta Q>0} dacă căldura din sursă este absorbită de sistem și {\displaystyle \delta Q} < 0 dacă căldura este cedată sursei), iar {\displaystyle T} este temperatura comună a sistemului și a sursei într-un anumit moment de timp. integrala închisă este efectuată de-a lungul unui proces termodinamic de la starea inițială/finală la aceeași stare inițială/finală (ciclu termodinamic). În principiu, integrala închisă poate începe și se poate termina într-un punct arbitrar de-a lungul traseului.
Teorema sau inegalitatea Clausius implică evident {\displaystyle \oint dS\geq 0} pe ciclu termodinamic, ceea ce înseamnă că entropia surselor crește sau nu, dar nu scade niciodată pe ciclu.
Pentru mai multe surse termice cu temperaturi diferite {\displaystyle \left(T_{1},T_{2},\dots ,T_{N}\right)} care interacționează cu un sistem termodinamic care efectuează un ciclu termodinamic, inegalitatea Clausius poate fi scrisă după cum urmează:
{\displaystyle -\oint dS=\oint \left(\sum _{n=1}^{N}{\frac {\delta Q_{n}}{T_{n}}}\right)\leq 0}
unde {\displaystyle \delta Q_{n}} este o căldură infinitezimală care trece din sursa {\displaystyle n} în sistem.
În cazul particular al unui proces reversibil este valabilă egalitatea, care este folosită pentru a introduce funcția de stare entropie. Acest lucru se datorează faptului că într-un proces ciclic variația unei funcții de stare este nulă pe ciclu, deci faptul că această integrală pe ciclu este egală cu zero într-un proces reversibil implică faptul că există o funcție (entropia) a cărei modificare infinitezimală este {\displaystyle {\frac {\delta Q}{T}}.}
Inegalitatea lui Clausius generalizată este:
{\displaystyle dS_{\text{s}}\geq {\frac {\delta Q}{T_{\text{m}}}}}
unde {\displaystyle dS_{\text{s}}} este o modificare infinitezimală a entropiei sistemului luat în considerare, care se aplică nu numai proceselor ciclice, ci și oricărui proces care are loc într-un sistem închis, iar {\displaystyle T_{\text{m}}} este temperatura mediului înconjurător.
Inegalitatea Clausius este o consecință a principiului al doilea al termodinamicii aplicat fiecărei etape infinitezimale a transferului de căldură. Afirmația lui Clausius spune că este imposibil să se construiască un dispozitiv al cărui singur efect este transferul de căldură dintr-o sursă rece într-una caldă. Echivalent, căldura trece spontan de la un corp cald la unul mai rece, nu și invers.

## Randamentul mașinilor termice
În modelul mașinii termice legate de două surse de căldură (sursa caldă și sursa rece), randamentul limită {\displaystyle \eta ={\frac {L}{Q_{1}}}}, unde {\displaystyle L} este lucrul mecanic efectuat de mașina termică iar {\displaystyle Q_{1}} este căldura transferată mașinii de la sursa caldă, poate fi obținut din principiul întâi al termodinamicii (adică legea conservării energiei) și inegalitatea lui Clausius.
Cu convenția semnelor căldurii ca fiind pozitivă căldura primită de mașină și negativă cea cedată,
{\displaystyle Q_{1}+Q_{2}=L\to \eta ={\frac {L}{Q_{1}}}=1+{\frac {Q_{2}}{Q_{1}}}},
unde {\displaystyle Q_{2}} este căldura cedată de mașină sursei reci.
Inegalitatea lui Clausius, {\displaystyle {\frac {Q_{1}}{T_{1}}}+{\frac {Q_{2}}{T_{2}}}\leq 0} poate fi pusă sub forma {\displaystyle {\frac {Q_{2}}{Q_{1}}}\leq -{\frac {T_{2}}{T_{1}}}}. Substituind această inegalitate în ecuația precedentă rezultă:
{\displaystyle \eta ={\frac {L}{Q_{1}}}\leq 1-{\frac {T_{2}}{T_{1}}}}.
Aceasta este limita randamentului mașinilor termice motoare, iar egalitatea acestei expresii este ceea ce se numește randamentul Carnot, adică randamentul tuturor mașinilor termice motoare reversibile și randamentul maxim al tuturor mașinilor termice motoare.